# Кросновиці
Кросновиці (пол. Krosnowice, нім. Rengersdorf) — село в Польщі, у гміні Клодзко Клодзького повіту Нижньосілезького воєводства.
Населення — 2884 особи (2011).
У 1975-1998 роках село належало до Валбжиського воєводства.

## Демографія
Демографічна структура станом на 31 березня 2011 року:
|          | Загалом | Допрацездатний вік | Працездатний вік | Постпрацездатний вік |
| -------- | ------- | ------------------ | ---------------- | -------------------- |
| Чоловіки | 1395    | 295                | 994              | 106                  |
| Жінки    | 1489    | 285                | 926              | 278                  |
| Разом    | 2884    | 580                | 1920             | 384                  |